# Stadion Miejski w Tukums
Stadion Miejski – wielofunkcyjny stadion w Tukums, na Łotwie. Obiekt może pomieścić 1000 widzów. Swoje spotkania rozgrywają na nim piłkarze klubu FK Tukums 2000.